# Herman H. Taylor
Herman H. Taylor, född 6 december 1877 i Barron County, Wisconsin, död 22 februari 1929 i Boise, Idaho, var en amerikansk republikansk politiker och jurist. Han var viceguvernör i delstaten Idaho 1913–1917. Han tjänstgjorde som domare i Idahos högsta domstol 1925–1929.

## Biografi
Taylor studerade juridik vid University of Wisconsin Law School. Fadern Carl S. Taylor var jurist och ledamot av Wisconsins senat. Herman H. Taylor gjorde karriär i Sandpoint i Idaho.
År 1905 introducerade Taylor ett lagförslag i Idahos senat med avsikten att dela Kootenai County i två nya countyn: Lewis County och Clark County. Lagförslaget gick inte igenom trots att det senare grundades countyn i Idaho namngivna efter Meriwether Lewis och William Clark. Av det som Taylor hade avsett att kalla Clark County grundades redan år 1907 Bonner County. Det område som Taylor hade avsett döpa till Lewis County fick behålla namnet Kootenai County.
Taylor efterträdde 1913 Lewis H. Sweetser som viceguvernör och efterträddes 1917 av Ernest L. Parker. Fram till 1915 var han viceguvernör under partikamraten John M. Haines och därefter i ytterligare två år under demokraten Moses Alexander.
Taylor avled 1929 i Boise och gravsattes på Lakeview Cemetery i Sandpoint.